# Вилсар, Мадли
Мадли Вилсар (эст. Madli Vilsar; род. 13 сентября 1991, Курессааре) — эстонская модель, победительница конкурса красоты «Мисс Эстония 2011», участница международного конкурса красоты «Мисс Вселенная 2011».

## Биография
Мадли Вильсар родилась 13 сентября 1991 года в Курессааре.
25 июня 2011 года Мадли выиграла национальный конкурс красоты и была коронована как «Мисс Эстония». Победа на национальном конкурсе красоты позволила ей принять участие на международном конкурсе «Мисс Вселенная 2011», который проходил в Сан-Паулу (Бразилия). По его итогам в топ-16 она не вошла.